# Plan 9 from Outer Space
Plan 9 from Outer Space è un film horror fantascientifico del 1959 scritto, montato, prodotto e diretto da Ed Wood.
Venne proiettato in anteprima nel 1957 col titolo Grave Robbers From Outer Space. Considerato il film più famoso del regista, venne completamente ignorato dalla critica fino al 1978, anno della morte del regista, quando i critici Harry Medved e Randy Dreyfuss lo definirono "il peggior film di tutti i tempi", reputazione con cui viene spesso ricordato.

## Trama

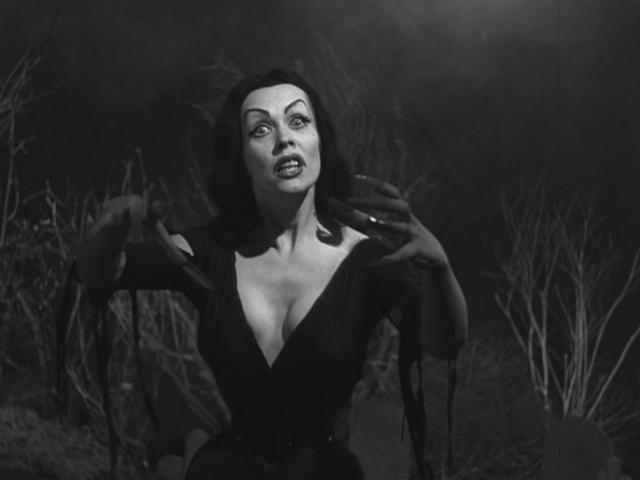
L'attrice Maila Nurmi (Vampira) in una scena del film

San Fernando, California. Due becchini stanno sotterrando la moglie di un uomo anziano quando, ad un certo punto sentono un rumore strano. Decidono così di lasciare il cimitero, ma vengono uccisi dalla donna defunta che stavano sotterrando, ora risorta. Intanto Jeff Trent e Danny, due piloti aerei in servizio, avvistano un disco volante nei cieli.
Nel frattempo, il vecchio marito della donna risorta la sera prima, disperato per la perdita dell'amata moglie, muore venendo investito da un'auto. L'ispettore Daniel Clay e alcuni agenti di polizia giungono al cimitero per indagare sulla morte dei due becchini. Durante le indagini Daniel Clay viene ucciso dai defunti coniugi, ormai diventati degli zombie. Jeff Trent racconta alla moglie Paula il suo incontro con l'UFO, affermando che l'esercito gli ha imposto di mantenere il segreto. Questi inizia anche a sospettare che l'omicidio al cimitero sia legato proprio all'UFO della sera prima.
Nelle settimane successive, diversi titoli di giornali continuano a segnalare avvistamenti di UFO. L'esercito, sotto il comando del colonnello Thomas Edwards, attacca le astronavi in cielo. I militari riescono a scacciare via gli alieni che tornano alla loro "Space Station 7" per rigenerarsi. Qui il comandante Eros informa il sovrano alieno di non essere riuscito a mettersi in contatto con i governi terrestri. Il sovrano decide quindi di attuare il "Piano 9": tramite onde elettromagnetiche vengono riportati in vita i morti.
Quella notte, il marito-zombie si intrufola nella casa di Jeff, che, partito per un altro volo, ha dovuto lasciare sola la moglie Paula, nonostante fosse molto preoccupato per la sua sicurezza. Paula riuscirà a sfuggire allo zombie solo per venire successivamente attaccata anche dal risorto Daniel Clay che la insegue fino al cimitero, dove la donna verrà tratta in salvo da un automobilista di passaggio, mentre i tre zombie tornano alla nave di Eros.

## Produzione
Poco prima della morte di Bela Lugosi, avvenuta nell'agosto 1956, Wood stava lavorando con quest'ultimo a un film horror dal titolo Tomb of the Vampire (in un'intervista rilasciata da Bela Lugosi prima della sua morte, parla di un film con un titolo diverso: Il vampiro corre nel West). Tuttavia, il regista riuscì a completare solamente pochi minuti di riprese con Lugosi senza audio, brevi sequenze improvvisate e senza una vera storia in mente, e per questo abbandonò il progetto. Poco tempo dopo Wood sviluppò una nuova trama, per quello che sarebbe stato l'ultimo film interpretato da Lugosi: Grave Robbers from Outer Space e, per girare altre scene del suo personaggio, decise di ingaggiare come controfigura Tom Mason, chiropratico di sua moglie, nonostante fosse più alto e visibilmente non assomigliasse per niente a Lugosi tanto da dover recitare nascondendosi il volto col mantello ogni volta che appare sulla scena.
Gli iconici dischi volanti del film sono stati identificati come piatti di carta e vecchi cerchioni di auto sorretti visibilmente da un filo. Il documentario Flying Saucers Over Hollywood, The Plan 9 Companion (1991) ipotizza possa essere stato utilizzato almeno un modellino giocattolo del 1952 prodotto da Paul Lindberg, celebre produttore di giocattoli dell'epoca, ispirato alla percezione popolare degli UFO di quegli anni.
Il film inoltre contiene diverse sequenze di materiale d'archivio proveniente da scene di guerra o esercitazioni militari, le scene in cui si vedono soldati che sparerebbero in direzione dei dischi volanti. 
Per la narrazione del film venne ingaggiato il medium Criswell, all'epoca conduttore di un programma su una televisione locale (Criswell Predicts) e collaboratore per diversi giornali e riviste. Si presume che la narrazione di Criswell sia reminiscente del suo programma televisivo, ma non risultano essere sopravvissute le registrazioni degli episodi per confermare.
Harry Thomas, l'addetto al trucco, aveva creato delle protesi per il mento degli attori in modo da rendere il volto degli alieni più allungato, delle lenti a contatto a "occhio di gatto" e delle parrucche verdi per dare un aspetto più insolito agli alieni. Ma Wood rifiutò i suoi consigli per risparmiare sui tempi. Al che Thomas, furioso, abbandonò la produzione e il suo nome venne rimosso dai crediti. Maila Nurmi (Vampira) raccontò di essersi truccata a casa prima di prendere l'autobus per i Quality Studios dove avvennero le riprese.
Le riprese complessive (tolte quelle con Lugosi), durarono meno di una settimana e furono effettuate nel novembre 1956.
Il regista del film compare in un cameo con in mano un giornale.

## Distribuzione
Il film venne proiettato in anteprima nel marzo 1957 al Carlton Theatre di Los Angeles col titolo Grave Robbers From Outer Space; nel 1958 venne messo sotto copyright, ma passò un altro anno prima della sua effettiva distribuzione nelle sale, avvenuta nel 1959, come secondo spettacolo, con il titolo di Plan 9 from Outer Space.
In Italia il film è rimasto inedito per decenni, fino all'uscita in VHS in lingua originale con sottotitoli in italiano.
La pellicola è entrata nel pubblico dominio negli Stati Uniti.

## Critica
Il film venne completamente ignorato dalla critica fino al 1978, anno della morte del regista, quando i critici Harry Medved e Randy Dreyfuss lo definirono "il peggior film di tutti i tempi". Nel 1980 il film venne indicato nel libro Golden Turkey Awards di Michael ed Harry Medved come peggior film e peggior regia. Ridicoli gli effetti speciali (anche per l'epoca): sono facilmente osservabili i fili che sorreggono i modellini delle astronavi e gli attori recitano davanti a uno sfondo finto, proiettando su di esso le loro ombre. Il Morandini scrive che è stato «qualificato con l'iperbole del "film più brutto della storia del cinema" e, perciò, diventato oggetto di culto. Il che non gli impedisce di essere assai divertente, almeno per chi sa apprezzarne lo spudorato dilettantismo, le strampalate scenografie, i dialoghi tremendi, l'assurda logica narrativa».
Su Rotten Tomatoes ha un rating del 66% basato su 38 recensioni: «Epitome del cinema tanto brutto da essere bello, Plan 9 From Outer Space è un thriller fantascientifico involontariamente comico prodotto dall'anti-genio Ed Wood che viene celebrato solo per la sua sbalorditiva inettitudine». Molti recensori concordano nel dire che il fascino di questo film è dovuto proprio alla sua maldestrezza.
Secondo la Videohound's Complete Guide to Cult Flicks and Trash Pics, Plan 9 from Outer Space è «così celebre per la sua bruttezza da essere ormai oltre qualunque critica».
L'attore Gregory Walcott, pur ammirando la tenacia con cui Wood perseguiva i suoi progetti, aveva una pessima opinione di Plan 9. Diversi anni dopo ha commentato: «Ed aveva un pessimo gusto ed era indisciplinato. Anche se avesse avuto dieci milioni di dollari, Plan 9 sarebbe comunque uscito una schifezza senza gusto. Mi piaceva Ed Wood, ma non vedevo alcun genio in lui. La sua unica preoccupazione era fare il suo prossimo film... Sembrava che fosse stato girato in cucina... il peggior film di tutti i tempi. Trent'anni dopo, è tornato per tormentarmi».
Vampira ha ricordato: «Non avevo un costume decente per Plan 9. Quello che indossavo era vecchio e consumato. Se ci fai caso, avevo un buco in mezzo alle gambe... ma ho pensato, beh, tanto nessuno vedrà mai questo film, quindi non ha importanza».
La critica più recente ha rivalutato l'operato di Ed Wood il quale, tagliato fuori dal mainstream hollywoodiano in quanto non in linea col gusto corrente, ha dovuto sempre arrangiarsi con budget ridicoli e tempi ristrettissimi. Un giudizio più equilibrato gli riconosce di essere stato un fantasioso visionario iniziatore non solo del genere horror fantascientifico ma anche di scabrose tematiche psicologiche come in Glen or Glenda.
Un sondaggio indetto dalla rivista Empire ha collocato la pellicola al 16º posto nella classifica dei 50 film peggiori di sempre.

## Influenza nei media
Dal titolo del film ha preso ispirazione per la sua etichetta Plan 9 Records il cantante e leader del gruppo horror punk dei Misfits, Glenn Danzig. Danzig non ha mai nascosto il suo amore per i classici B-movie horror fantascientifici, i cui riferimenti abbondano nei testi e nell'iconografia del suo gruppo, soprattutto il film in questione.

## Opere derivate
La ricostruzione della travagliata produzione della pellicola è descritta nella biografia del regista Nightmare of Ecstasy: The Life and Art of Edward D. Wood, Jr. (1992) di Rudolph Grey, da cui è stato tratto liberamente il film Ed Wood del 1994 diretto da Tim Burton, pellicola vincitrice di due premi Oscar interpretata da Johnny Depp nel ruolo di Edward D. Wood Jr.
Nel 1992 la Konami produsse un videogioco basato sulla pellicola di Ed Wood e con all'interno la videocassetta del film.